# 薬価

OECD各国の人口あたり医薬品消費額

薬価（やっか、英語: Pharmaceutical Pricing）とは、国により決定される医療用医薬品の公定価格のことである。日本では新しい医薬品が発売され、薬価を算定する際に類似薬があるかどうかを先に確認する。 類似薬があれば似たような価格で算定し、類似薬があっても優れた薬効が認められれば似たような価格を策定した後、補正加算を行う。

## 国家間の比較

OECD各国の保健支出明細（青は入院、水色は外来、橙は介護、薄橙は公衆衛生等、緑は医薬品等）

医療費に占める薬剤費比率は、1995年には日>伊>仏>英>加>独>米だったが、欧米諸国が増加傾向を示すのに対し、薬価を抑制した日本では低下したため、2003年には伊>仏>日>加>英>独>米となった。なお、前記のとおり日本の総医療費に占める薬剤費比率がアメリカやドイツ、イギリスなどに比べて高いことが、薬剤費抑制の論拠とされることがあるが、そもそも日本のGDPに占める総医療費の比率が先進諸外国に比べて低いことを考慮しなければならず、医療費に占める薬剤の比率だけを単純に比べることには注意が必要である。(例：日本の医療費GDP比×薬剤費比率(≒GDPに占める薬剤費比率)は米国のそれより低い)
2003年、Patricia M. DanzonとMichael F. Furukawaは、医療ジャーナルのHealth Affairsにおいて、薬価は米国より日本の方が15～20%高いと報告している。
一方、アメリカ商務省は、2003年における日本の標準単位価格は米国に比べて特許医薬品で33%、ジェネリック医薬品で90%であったとしている。
この結果に対して、日本医師会総合政策研究機構の坂口一樹は、後発医薬品の価格は他の先進国とそれほど変わらないが、諸外国に比べて日本の新薬の価格が低く設定されているので、後発医薬品の使用がなかなか拡大しないとしている。
米国研究製薬工業協会は、日本のみの特殊な制度のために、特許期間中における強制的な薬価引下げにより、新薬開発が促進されにくく、後発品置換えも進みにくいとしている。
名城大学薬学部臨床経済学研究室の坂巻弘之教授は、薬価の国際比較の研究は比較的多いが、同じデータベースを元にしても違う結果が出ており、それぞれに対して反論等があって、今のところ、日本の価格水準についての結論はでていない、医薬品市場全体での比較は技術的に難しいとしている。
慶応義塾大学専任講師の池田俊也は、薬価の国際比較を行った研究結果は分析年次、分析手法、調査対象品目の違いなどにより結論が必ずしも一致しているわけではないとしている。
成城大学社会イノベーション学部政策イノベーション学科の手塚公登教授は、入手可能性、類似の用法・形状、為替レート、ジェネリック品を比較対象に含めるかどうか等により、結果が大きく変わる可能性があるとしている。
医薬ジャーナル編集長の沼田稔は、国情の異なる国どうしの薬価比較は基準となる尺度が異なるため参考の域を出ず、また、各国の経済状況により同じ価格でも国民の負担感が違うとしている。

### 各国の制度
- アイルランドの医療においては、政府が上限価格を決定する[11]。
- アメリカ合衆国の医療においては、医薬品価格は市場原理に基づいて決まり、購入者によって取引価格は異なる[12]。
- イギリスの医療においては、薬価はPharmaceutical Price Regulation Systemスキームに基づき、公示された許容利益率の範囲内で自由に決定できる[11][13]。
- インドの医療においては、原薬販売価格、最終製剤価格、最終製剤価格利益率の3点が政府によって規制される[14]
- オランダの医療においては、政府が上限価格を決定する[11]。
- カナダの医療においては、薬価は公定価格であり、製薬メーカーと連邦政府の交渉によって決まる。
- フランスの医療においては、薬価は公定価格である[11]。
- スウェーデンの医療においては、公費で払い戻される医薬品については価格規制がある[11]。

## 日本の制度
日本の医療では、公的医療保険を使って行う診察や治療を保険診療（療養の給付）と呼び、その報酬金額は全て国によって決められている（健康保険法第76条）。これを診療報酬と呼び、診療行為に対する診療報酬本体と、薬価・医療材料からなる。また、薬局における保険調剤の報酬は調剤報酬と呼び、これも調剤報酬本体と、薬価からなる。薬価収載されるときの薬価の単位は、後述の「点」ではなく「円」。日本は去る2016年に「国民負担の軽減」と「医療の質の向上」に向け、薬価制度改革のための基本方針を発表した。 これを根拠に、実際の市場価格を適時に反映し、価格乖離が大きいプムチェに対して薬価改正を実施する内容が骨子だ。そこで、毎年薬価調査を実施し、年4回薬価を見直し、これを踏まえて薬価改定を実施することを基本方針に明示した。 これに対し、2020年から毎年全品目に対して薬価調査を実施し、実際の市場価格を反映した薬価調整を始めた。

### 薬価の算定方法
平成31年（2019年）4月1日以降、改正された「薬価算定の基準について」が適用される。
- 剤型区分が同じ類似薬[注釈 1]のあるもの（新規性がある）：類似薬効比較方式（Ⅰ）
- 類似薬のあるもの（新規性に乏しい[注釈 2]）：類似薬効比較方式（Ⅱ）
- 類似薬のないもの：原価計算方式

の3方式で、異なる計算方法が用いられている。
類似薬効比較方式（Ⅰ）では次の補正加算がなされる。類似薬効比較方式（Ⅱ）には補正加算がない。
- 画期性加算[注釈 3]：70 -120%
- 有用性加算（Ⅰ）[注釈 4]：35 -60%
- 有用性加算（Ⅱ）[注釈 5]：5 - 30%
- 市場性加算（Ⅰ）[注釈 6]：10 - 20%
- 市場性加算（Ⅱ）[注釈 7]：5%
- 小児加算：5 - 20%
- 先駆け審査指定制度加算[注釈 8]：10 - 20%

類似薬効比較方式（Ⅱ）では、下記のいずれか低い価格を採用する。
1. 過去10年間に収載された類似薬の1日薬価の平均価格
2. 過去6年間に収載された類似薬の最も安い1日薬価

上記1.と2.が類似薬効比較方式（Ⅰ）による算定額を超えた場合は、さらに、
1. 過去15年間に収載された類似薬の1日薬価の平均価格
2. 過去10年間に収載された類似薬の最も安い1日薬価

を比べて最も低い額とする。
原価計算方式については、以下を累積加算する。
- 原材料費
- 労務費
- 製造経費
- 製造（輸入）原価
- 販売費、研究費等
- 営業利益
- 流通経費
- 消費税

類似薬効比較方式（ⅠとⅡ）、原価計算方式のいずれも、日本国外に比較可能な薬が存在する場合は、外国平均価格調整が行われる。さらに原価計算方式以外では、規格間調整、キット製品に対する加算(5%)、配合剤に対する調整といった各種の調整がなされる。
後発医薬品の薬価算定は、価格帯で算定する。
- 最高価格の30%を下回る算定額となる後発品を、1つの価格（加重平均値）として収載。統一名収載の低薬価品群。
- 最高価格の30%以上、50%を下回る算定額となる後発品を、1つの価格（加重平均値）として収載。準低薬価品群。
- 最高価格の50%以上の算定額となる後発品を、1つの価格（加重平均値）として収載。その他の後発品群。

新規の後発医薬品の薬価は先行品の50%、バイオシミラーは70%を基本に算定されるが、バイオセイム（バイオ医薬品のオーソライズド・ジェネリック）はバイオシミラーと同様、暫定的に70%で算定する。
長期収載品の薬価算定は、最初の後発品の収載後10年が経過したもののうち、下記を除いたものが引き下げ対象となる。
1. 日本薬局方収載医薬品
2. 生物学的製剤、血液製剤
3. 漢方製剤、生薬
4. 希少疾病用医薬品のうち、希少疾病以外の疾病に対する効能を有しない医薬品
5. 低価格医薬品特例（基礎的医薬品、不採算品再算定、最低薬価）のいずれかに該当する医薬品
6. 後発品価格のうち最も低いものを下回る医薬品

対象となる長期収載品は、
- 後発品への置換えが進んでいるもの(G1) - 最初の後発品の収載後10年が経過した以降に後発品置換え率が80%以上になったもの
- 後発品への置換えが困難なもの(G2) - G1以外

に分類され、G1の方がより引き下げ率が高い。ただしバイオ医薬品には適用されない。
さらに、G1, G2の規定で引き下げられなかったもの(C)についても、補完的引下げとして、後発品置換え率が以下の規定にあてはまる品目は引き下げられる。バイオ医薬品にも適用する。
1. 40%未満 - 2%引き下げ
2. 40%以上 60%未満 - 1.75%引き下げ
3. 60%以上 80%未満 - 1.5%引き下げ

以上の詳細については「薬価算定の基準について」を参照のこと。

### 金額
診療報酬と調剤報酬は、医療行為や医薬品・医療材料ごとに決められた点数の合計を、1点＝10円で換算した金額、と決められている。病院などの医療機関や調剤薬局が、医療保険の保険者に請求する薬剤費の金額も、薬ごとに決められた薬価点数を合計し、それを1点＝10円で換算したものとなる。
ただし実際に薬剤料として請求される点数の計算はやや複雑である。例えば、薬価1錠52.1円の薬と1錠19.6円の薬をそれぞれ1日3回毎食後1錠ずつ14日分が処方された場合、薬価の単純な合計は3011.4円となるが、実際には内服薬1剤1日分の215.1円を五捨五超入（15円以下は全て10円とする)して求まる22点に14日をかけて308点となる。これを金額に換算すると3080円である。一般に、薬価の単純な合計と、請求される薬剤料の点数が一致しないのは、このように一定の単位ごとに五捨五超入により算出した点数に日数や回数を掛け算して合計しているためである。

### 改定の手続
診療報酬改定の手続は、厚生労働大臣の諮問機関である中央社会保険医療協議会（中医協）の議論を踏まえて、国の予算案を作成する際に診療報酬全体の平均改定率が決められる（健康保険法第82条）。その後、個々の診療報酬の点数について、中医協の答申を受けて、厚生労働大臣が決める。診療報酬は（薬価等の改定と併せて）ほぼ隔年で改定されている。

### 経過措置医薬品
経過措置による使用期限とは、
| 「                                                                     | 他の製薬企業に製造販売の承認取得者の地位が承継される、医療上の需要がなくなる等の理由により、製薬企業から薬価基準収載品目削除願の提出があった医薬品については、経過措置として、保険診療に用いることができる期限が定められており、これに該当する医薬品についてその期限を示したもの | 」 |
| —厚生労働省（https://www.mhlw.go.jp/topics/2010/06/tp0630-4.htmlより） | |    |

これらの医薬品を「経過措置品目」「経過措置医薬品」と称し、経過措置期間は保険適用される。経過措置品目と経過措置期間は厚労省告示により指定される。期限後は薬価基準から削除されるため、保険請求ができなくなる。厚労省告示を確認し、システムを更新する必要がある。

### 薬価差
医療機関や調剤薬局は、健康保険組合に対して、患者に使用した薬剤費を薬価基準どおりに請求する。しかし、医薬品の取引価格に関しては規制がないため、医薬品卸業者から薬価よりも低い金額で医薬品を仕入れることができ、この差額が薬価差益として薬漬け医療の原因とされた。
1986年に23.0%だった薬価差（率）は、度重なる薬価切り下げで2004年には6.3%まで急減した。しかし、薬の維持・管理、期限切れ薬の処分などの費用なども考えると、薬価差益どころか薬価差損を生じていると主張する人もいる。ただ、薬の維持管理費用などが予め薬価に含まれているという明確な規定はなく、医療上、公定薬価と市場取引価格の差額についての見解には曖昧な部分が残ったままである。
薬価は2006年4月まで2年に1回の薬価改正で改定されてきた。厚生労働省は薬価の隔年改定を2007年度から毎年改定とする検討を始めた。しかし、医薬品業界の反発のみならず米国政府の強い反対にもあって導入を見送りつつある。しかし、隔年改定の間の「中間年」における改定で、収載薬価と市場実勢価格との乖離が大きい品目についての価格帯について議論が進んでいる。
また、厚生労働省は販売前の販売予想を大幅に上回る売り上げを上げるようになった医薬品については、現行の薬価算定ルールに関係なく強制的に薬価を引き下げる「薬価再算定」を行なうことも視野に入れている。既に過去の薬価改定時に再算定が行われた医薬品もあり、2008年4月の改定においても高血圧治療薬として評価の高いアンジオテンシンII受容体拮抗薬が明確な根拠のないまま全体の改定率を大きく上回る薬価引き下げを受けた。これに対して「市場から有用性について高い評価を得てヒットした医薬品の価格を強制的に引き下げることは、製薬会社の研究開発意欲を減退させ、医療の進歩を後退させることにつながる」と製薬メーカーは猛反発している。
また、新規収載される後発品の薬価は先発品の6割の薬価としてきたが、2018年度から5割で算出（10品目を超える内用薬は5割から4割）し、先発品と後発品の薬価差を拡大することとなった。
2008年現在、薬価は基本的にR2方式で改定される（R=リーズナブルゾーン）。
R2方式
現行薬価100円、納入価格90円（本体価格。消費税込み94.5円）の薬の場合。新薬価＝(現行納入価格90円×消費税105%)＋(調整幅として旧薬価×2%)＝96.5円

## その他

### TPPによる薬価上限撤廃
ジョセフ・スティグリッツはタイ政府に、環太平洋戦略的経済連携協定は危険であり、その協定に参加しないように助言をした。協定の交渉内容が非公開であるうえに、製薬会社が自分たちの利益増加のために薬価上限撤廃を求め政治家にロビー活動を行っているためである。協定に参加すればタイ国内の後発医薬品産業にとって痛手となる。